# Krigsfilm
Krigsfilm er en filmgenre der beskæftiger sig med krig, normalt omhandledne sø-, luft- eller land-slag. Krigsfilm kan være fiktion, baseret på historiske begivenheder, docudrama eller biografiske
| Film | Spire Denne filmartikel er en spire som bør udbygges. Du er velkommen til at hjælpe Wikipedia ved at udvide den. |